# Černý talár pro vraha
Černý talár pro vraha (originální francouzský název Une robe noire pour un tueur) je francouzský kriminální filmové drama z roku 1981, které režíroval José Giovanni podle vlastního scénáře. Hlavní roli ve filmu o muži, nespravedlivě odsouzeném k trestu smrti, který uprchne a rozhodne se očistit své jméno, ztvárnili Claude Brasseur a Annie Girardotová.

## Děj
Simon Risler je nespravedlivě odsouzen k trestu smrti. Těsně před popravou se mu podaří uprchnout, ale později je prozrazen a postřelen policii na útěku. Útočistě nalézá u Florence Natové, své obhájkyně z procesu. Ta zavolá svého dávného přítele, lékaře Alaina Rivièra, který Simona ošetří, aby mohl prchnout. Alain zcela nečekaně Simonovi nabídne skrýš na statku pro bývalé narkomany, který vede. Florence se zatím mimořádně aktivně snaží se odhalit, proč byl Simon opravdu odsouzen k nespravedlivému trestu. Nalézá informace o dávných zločinech, které Simon páchal s policejním krytím a o zapojených komisařích, kteří teď mají zájem na Simonově likvidaci. Simon také jedná na vlastní pěst a po několika nezdarech se mu nakonec podaří sebrat si jako rukojmí policejního inspektora, který proti němu křivě svědčil u soudu. S pomocí Florence ho přinutí, aby přiznal jeho skutečnou nevinu, což musí vést k jeho osvobození. Přestože situace se pro Simona jeví jako vyřešená, v poslední chvíli je na policejní pokyn těžce postřelen a není jasné, zda své zranění vůbec přežije.

## Obsazení
| Annie Girardotová     | obhájkyně Florence Natová |
| Claude Brasseur       | Simon Risler              |
| Bruno Cremer          | Alain Rivière             |
| Jacques Perrin        | inspektor Lucien Lebesque |
| Jean de Coninck       | inspektor Reynolds        |
| Jacques Maury         | prokurátor                |
| Renaud Verley         | bratr François Risler     |
| Albina du Boisrouvray | přítelkyně Florence       |
| Catherine Allégret    | žena inspektora Reynoldse |
| Richard Anconina      | mladý narkoman            |
| François-Eric Gendron | Robert                    |
| Didier Sauvegrain     | architekt                 |
| Bernard Spiegel       | soudce                    |
| Pierre Danny          | detektiv Predes           |
| François Perrot       | generální prokurátor      |